# Acer chaneyi
Espèce
Classification APG III (2009)
Acer chaneyi est une espèce de plantes à fleurs de la famille des Sapindaceae ou des Aceraceae, originaire d'Amérique du Nord. Cette espèce, rattachée au genre Acer (érables), a été décrite à partir de restes fosilles de feuilles et de samares. Elle a été trouvée dans des sédiments datant de l'Oligocène au Miocène rencontrés en Alaska, dans l'Idaho, au Nevada, dans l'Oregon et dans l'État de Washington (États-Unis). C'est l'une des nombreuses espèces éteintes rattachées à la section Rubra du genre Acer.

## Description
Les feuilles d'Acer chaneyi, de forme sensiblement ovale à orbiculaire, ont une structure simple, à nervation de type actinodrome parfait (type de nervation palmée). Elles sont profondément disséquées, parfois en trois lobes, mais plus généralement en cinq lobes. Les lobes latéraux supérieurs ont une longueur égale aux deux tiers de celle du lobe médian, et tous les lobes latéraux ont un contour elliptique. Les feuilles présentent de cinq à onze nervures secondaires divergeant de la base de la nervure principale selon un angle allant de 25 à 50 °. Les nervures secondaires s'incurvent vers le bord de la feuille en formant des arcs convexes à concaves.
Les bords de la feuille montrent de grandes dentelures généralement associées avec de petites dentelures à la base des premières.
Les samares d'Acer chaneyi ont des nucules modérément gonflées et des nervures divergeant légèrement qui s'anastomosent rarement.
La nucule, longue d'environ 1,0 à 3,2 cm et large de 0,5 à 1,2 cm, a une forme étroitement elliptique, avec une extrémité arrondie. L'aile est longue de 2,0 à 5,7 cm et large de 1,5 à 2,2 cm. Les samares appariées forment entre elles un angle de 10 à 40° et ont des nervures prenant naissance à la suture d'attache de la samare qui courent le long de l'aile.